# Marvin Piñón
Marvin Leonardo Piñón Polanco (ur. 12 czerwca 1991 w Altamirze) – meksykański piłkarz występujący na pozycji defensywnego lub środkowego pomocnika.

## Kariera klubowa
Piñón urodził się w mieście Altamira. W młodości występował w reprezentacji stanu Tamaulipas. Profesjonalną karierę piłkarską rozpoczął w wieku 16 lat w trzecioligowym Atlético Cihuatlán. W rozgrywkach 2007/2008 pełnił funkcję rezerwowego w zespole Cihuatlán, występując 15 razy w Segunda División de México. Latem 2008 został zawodnikiem grającego na tym samym szczeblu rozgrywek Loros de la Universidad de Colima. Przez dwa lata rozegrał w jego barwach 51 meczów w trzeciej lidze, w których zdobył 13 goli.
W lipcu 2010 Piñón podpisał kontrakt z pierwszoligowym CF Monterrey. Pierwsze pół roku spędził w rezerwach klubu, występując w juniorskich rozgrywkach ligowych. Do seniorskiego zespołu został włączony przez szkoleniowca Víctora Manuela Vuceticha. W meksykańskiej Primera División zadebiutował 8 stycznia 2011 w przegranym 0:2 spotkaniu z San Luis.
Wiosną 2012 Piñón został wypożyczony do drugoligowego Correcaminos UAT.
| Sezon     | Klub                        | Kraj   | Rozgrywki        | Mecze | Bramki |
| --------- | --------------------------- | ------ | ---------------- | ----- | ------ |
| 2007/2008 | Atlético Cihuatlán          | Meksyk | Segunda División | 15    | 0      |
| 2008/2009 | Loros de la Univ. de Colima | Meksyk | Segunda División | 26    | 8      |
| 2009/2010 | Loros de la Univ. de Colima | Meksyk | Segunda División | 25    | 5      |
| 2010/2011 | CF Monterrey                | Meksyk | Primera División | 1     | 0      |
| 2011/2012 | CF Monterrey                | Meksyk | Primera División | 0     | 0      |
| 2011/2012 | Correcaminos UAT            | Meksyk | Liga de Ascenso  |       |        |

## Kariera reprezentacyjna
W 2011 roku Piñón został powołany przez trenera Juana Carlosa Cháveza do reprezentacji Meksyku U–20, najpierw na Młodzieżowe Mistrzostwa Ameryki Północnej w Gwatemali, a następnie na Mistrzostwa Świata U–20 w Kolumbii. Na pierwszym z wymienionych turniejów Meksykanie odnieśli zwycięstwo, natomiast zawodnik Monterrey rozegrał trzy spotkania. Na Młodzieżowym Mundialu drużyna El Tri zajęła trzecie miejsce, a Piñón czterokrotnie pojawiał się na kolumbijskich boiskach.